# Ganzhu (ort i Kina, Jiangxi Sheng, lat 26,95, long 116,37)
Ganzhu är en ort i Kina. Den ligger i provinsen Jiangxi, i den sydöstra delen av landet, omkring 200 kilometer söder om provinshuvudstaden Nanchang. Antalet invånare är 25 164. Befolkningen består av 11 978 kvinnor och 13 186 män. Barn under 15 år utgör 19,0 %, vuxna 15-64 år 75 %, och äldre över 65 år 5,0 %.
Runt Ganzhu är det ganska tätbefolkat, med 139 invånare per kvadratkilometer. Närmaste större samhälle är Xujiang, 13,3 km söder om Ganzhu. I omgivningarna runt Ganzhu växer i huvudsak blandskog.
Genomsnittlig årsnederbörd är 2 261 millimeter. Den regnigaste månaden är maj, med i genomsnitt 345 mm nederbörd, och den torraste är oktober, med 22 mm nederbörd.